# Referendum olandese sulla Costituzione Europea
Il referendum olandese sulla Costituzione Europea (in olandese Nederlands referendum over het Verdrag tot vaststelling van een Grondwet voor Europa) si è tenuto il 1º giugno 2005 per decidere se i Paesi Bassi avessero dovuto ratificare la Costituzione Europea redatta dalla Convenzione Europea nel 2003. Il risultato finale della tornata elettorale vide una netta vittoria del "No" con il 61,54% con un'affluenza pari al 63,30% degli elettori.
I Paesi Bassi furono il secondo paese, dopo la Francia (che aveva votato analogamente tre giorni prima), a respingere la ratifica del trattato.

## Quesito
Il quesito che venne proposto alla popolazione olandese fu:
Bent u voor of tegen instemming door Nederland met het Verdrag tot vaststelling van een grondwet voor Europa?
(Sei favorevole o contrario al consenso dei Paesi Bassi al Trattato che adotta una Costituzione per l'Europa?)